# Lucienne Lazon
Lucienne Lazon, née le 24 novembre 1910 à Cambrai et morte le 3 février 2007 à Saint-Didier, est une peintre, graveuse et joaillière française, créatrice du premier dessin de la Palme d'or du Festival de Cannes en 1955.

## Biographie
Lucienne Marie Elmire Lazon naît à Cambrai, dans le Nord, le 24 novembre 1910. Peintre et graveuse, elle est mentionnée en 1934 dans un ouvrage de la Société des artistes français comme élève de Marius Chambon et auteur d'une gravure, La Cathédrale de Laon.
Lucienne Lazon vient fortuitement au bijou au début des années 1940. Elle imagine des modèles et les fait exécuter puis apprend les secrets de la joaillerie en fréquentant les ateliers et en regardant travailler les artisans. Elle prend ainsi connaissance des procédés et tours de mains : traçage, gravure, polissage, cambrure des galbes, ciselure, reperçage, sertissage… Devenue joaillière, elle se spécialise dans les bijoux du clergé. Elle expose en avril 1947 au musée des Arts décoratifs. Selon la critique du journal Le Monde, « ses œuvres commandent le respect et témoignent des ressources fécondes du libre travail individuel ». Renée Moutard-Uldry décrit, en décembre 1953 dans la revue Mobilier et Décoration, son intelligence de la parure féminine comme « accordée avec les traits, les gestes, l'intime personnalité de la cliente : une bague se modèle sur la main et les pendants d’oreilles doivent s'harmoniser avec la forme du visage aussi bien que le choix des gemmes de couleurs doit se faire en rapport avec la nature et le ton de la peau ». Chacun de ses bijoux, pour lequel « elle s'attache à dépasser le stade de l'élégance formelle, est une création plastique animée d'une vie intérieure qui donne à la légère et brillante préciosité de ses bijoux un charme attachant ». Pour l'historien de l'art Yves Sjöberg, « les bijoux de Lucienne Lazon possèdent une légèreté, une pureté quasi-musicale. Lucienne Lazon, c'est la joaillerie faite femme. »,,. Avec Alexandre Reza, Pierre Sterlé ou Raymond Templier, Lucienne Lazon appartient à « l'aristocratie de la pierre précieuse ». Elle oriente indirectement le goût des riches amateurs et se montre d'une grande exigence auprès des artisans prodigieusement habiles qui travaillent pour elle.
Féministe convaincue, elle se félicite que tant de femmes choisissent la voie difficile de la joaillerie et déclare lors d'une interview télévisée : « C'est assez dur, mais une femme doit pouvoir exercer ce métier, et surtout en tant que créateur. C'est très important, la création, pour une femme. Le rêve serait que la même personne crée et réalise, mais actuellement, il y a beaucoup d'exécutants qui ne sont pas des créateurs. Le goût, en France, aurait vraiment besoin d'être réformé, mais est-ce possible de réformer ? »,,.
Lucienne Lazon épouse le 6 mai 1935 à Laon Pierre Soliveau (1903-1984), ébéniste tapissier décorateur, avec lequel elle s'installe à Rambouillet. Elle poursuit cependant sa carrière sous son nom de jeune fille.
Elle meurt à Saint-Didier, dans le Vaucluse, le 3 février 2007.

## Créatrice de la Palme d'or

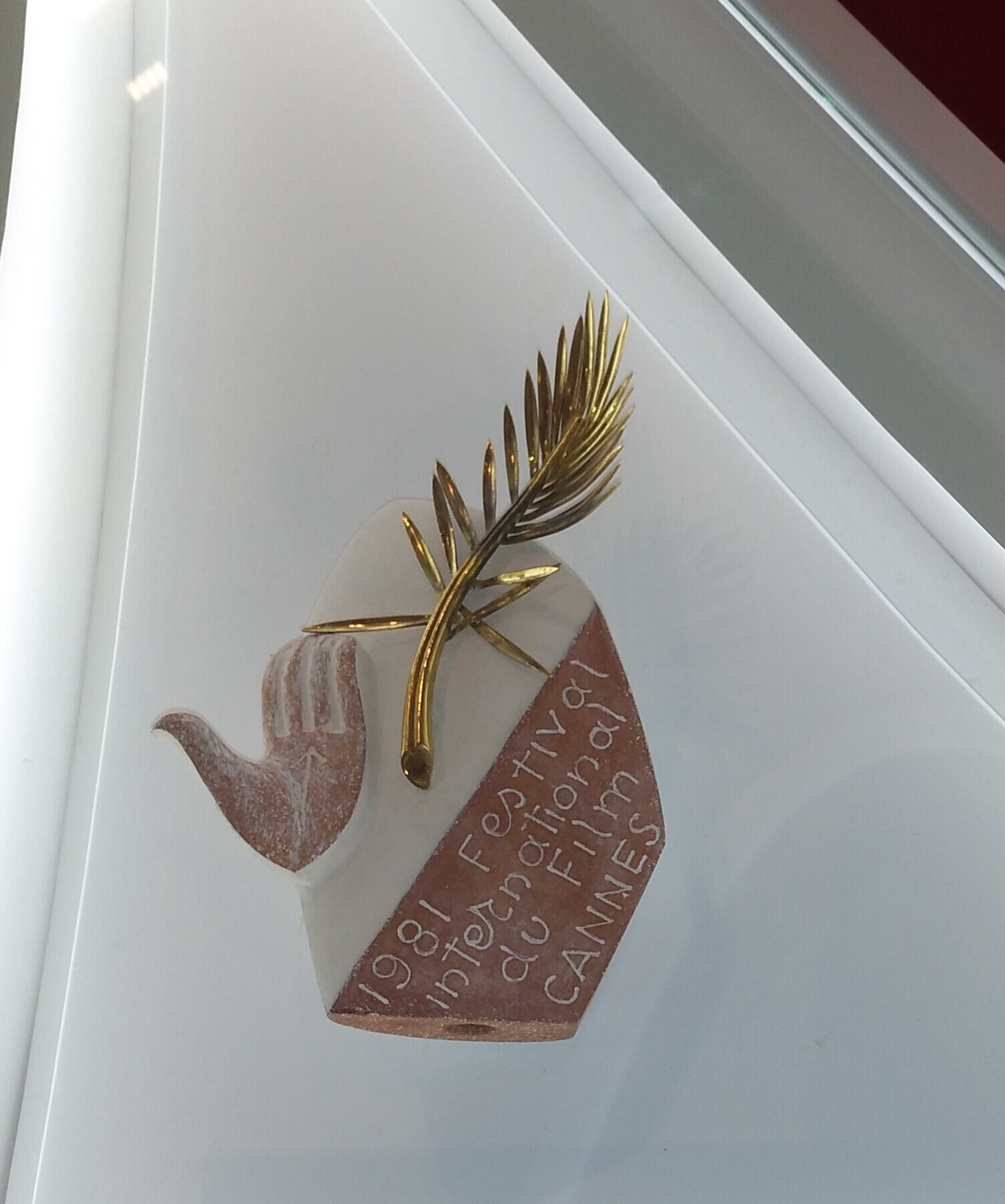
Palme d'or décernée au Festival de Cannes 1981 à Andrzej Wajda pour L'Homme de fer.

Blason de la ville de Cannes.

Jusqu'en 1954, le réalisateur primé au Festival de Cannes reçoit un Grand Prix du Festival international du Film, accompagné d'une statuette qui change au gré des artistes retenus. Robert Favre Le Bret lance cette année-là un concours auquel sont invités des joailliers de toute l'Europe pour la création d'une œuvre pérenne en référence aux armoiries de la ville de Cannes qui symbolisera la récompense suprême du Festival du Film. Le conseil d'administration du festival, vraisemblablement sous l'influence de Jean Cocteau, choisit l'œuvre de  Lucienne Lazon,.
Son trophée, de ligne sobre, représente une feuille de palmier reposant sur une sculpture en terre cuite réalisée par Sébastien, une main ouverte apposée près de la tige. La Palme d'or voit le jour en 1955,,.
La Palme d'or créée par Lucienne Lazon récompense cette année-là Marty, film américain de Delbert Mann et devient, dans les années 1980, le logo officiel du Festival. En 1997, pour le cinquantième anniversaire du festival, la palme est modernisée par la joaillerie Chopard et son support régulièrement redessiné. Jusqu'en 2019, la récompense, créée par une femme, avait été remportée par une seule femme, la réalisatrice néo-zélandaise Jane Campion pour La Leçon de piano (1993), la réalisatrice française Julia Ducournau devenant la seconde en 2021 avec Titane,,,.